# Пенетеу
Пенетеу (рум. Pănătău) — село у повіті Бузеу в Румунії. Адміністративний центр комуни Пенетеу.
Село розташоване на відстані 100 км на північ від Бухареста, 38 км на північний захід від Бузеу, 128 км на захід від Галаца, 71 км на південний схід від Брашова.

## Населення
За даними перепису населення 2002 року у селі проживали 736 осіб, з них 735 осіб (99,9%) румунів. Рідною мовою 735 осіб (99,9%) назвали румунську.